# محمد فضلی ساری
محمد فضلی ساری (انگلیسی: Mohd Fadzli Saari؛ زادهٔ ۱ ژانویهٔ ۱۹۸۳) بازیکن سابق و مربی فوتبال اهل مالزی است.
از باشگاه‌هایی که در آن بازی کرده است می‌توان به باشگاه فوتبال وهن ویسبادن، باشگاه فوتبال سلانگور، و باشگاه فوتبال پاهانگ اشاره کرد.
وی همچنین در تیم‌های ملی فوتبال زیر ۲۳ سال مالزی و مالزی بازی کرده است.